# Liste der Monuments historiques in Saint-Mesmin (Vendée)
Die Liste der Monuments historiques in Saint-Mesmin (Vendée) führt die Monuments historiques in der französischen Gemeinde Saint-Mesmin auf.

## Liste der Bauwerke
| Bezeichnung                     | Beschreibung                  | Standort | Kennzeichnung | Schutzstatus | Datum | Bild |
| ------------------------------- | ----------------------------- | -------- | ------------- | ------------ | ----- | ---- |
| Herrenhaus und Kapelle Audrière | Erbaut im 15./16. Jahrhundert | (Lage)   | PA00110255    | Inscrit      | 1988  |      |

## Liste der Objekte
- Monuments historiques (Objekte) in Saint-Mesmin (Vendée) in der Base Palissy des französischen Kultusministeriums